# Scleroderma
Scleroderma es un género de hongos, a veces denominados bolas de tierra, en el orden Boletales, suborden Sclerodermatineae. Las especies más conocidas son S. citrinum y S. verrucosum. Se encuentran en todo el mundo. Varios miembros de este género se utilizan como simbiontes de inoculación para colonizar y promover el crecimiento de plántulas de árboles en viveros. No son comestibles.
El nombre proviene del vocablo griego sclera que significa duro y derma que significa piel.

## Descripción
El peridio (pared exterior), puede ser liso o verrugoso, es muy grueso y resistente. En la madurez, se divide irregularmente sobre la parte superior del basidiocarpo para revelar la gleba oscura debajo. Las esporas se producen en pequeños cuerpos parecidos a guisantes de color violeta parduzco llamados peridiolos que inicialmente están delineados por agregaciones en forma de pared de hifas blancas. Estos peridiolos se desintegran a medida que el cuerpo fructífero madura, y cuando el peridio se abre, solo es visible una masa pulverulenta de esporas oscuras. Las esporas son de forma más o menos esférica con verrugas u ornamentación reticulada, de paredes gruesas y de color marrón. Las especies en Scleroderma son ectomicorrícicas con arbustos y árboles, y tienen una distribución mundial.